# Antonio Badini
Antonio Badini (Roma, 13 giugno 1940) è un ambasciatore italiano.

## Biografia
Laureato in Scienze Economiche e Commerciali all'Università della Sapienza in Roma nel 1967, saggista e consulente aziendale, è stato Consigliere Diplomatico del Presidente del Consiglio Bettino Craxi dal 1983 al 1987, Vice Direttore Generale della Cooperazione allo Sviluppo, Direttore Generale per il Medioriente e Mediterraneo, Coordinatore Nazionale per il Partenariato euro-mediterraneo, rappresentante Personale del Presidente del Consiglio per il Vertice del G7 e Ambasciatore d'Italia ad Algeri dal 1989 al 1992, Oslo e Il Cairo.
Ha scritto vari articoli e saggi di natura internazionale su quotidiani e riviste italiane e di politica estera ed ha tenuto corsi di lezioni di Geo-politica del Mediterraneo presso l’Università telematica internazionale UNINETTUNO.

## Opere
- Sovranità ed Interessi Nazionali nel Cammino dell’Europa, A. Giuffré, 1994
- Efforts at Mediterranean Cooperation in Maelstrom, World Peace Foundation, 1995, Cambridge, Massachusetts
- Cultural Dialogue in a Globalized World in The International Spectator, Volume XXX, No 2, 2002 IAI, Roma
- Afad Jadida (Nuovi Orizzonti) edito da Dar El Shorouq, Cairo 2007
- Guidelines of a Renewed Dialogue, Fondazione Mediterraneo, Napoli, 2007
- La pagina strappata della Storia, Ed. Marsilio, 2010, pubblicata con Gennaro Acquaviva
- Verso un Egitto Democratico, Ed. Fazi, 2012.
- The Changing Process of Globalization, LUISS University Press, Roma, 2016.
- Disordine mondiale. Putin, Trump e i nuovi equilibri di potere, LUISS University Press, Roma, 2017.
- La marcia russa. Vladimir Putin e la costruzione del potere mondiale, LUISS University Press, Roma, 2018.